# Zwestener Quellen
Koordinaten: 51° 2′ 49″ N, 9° 10′ 53″ O

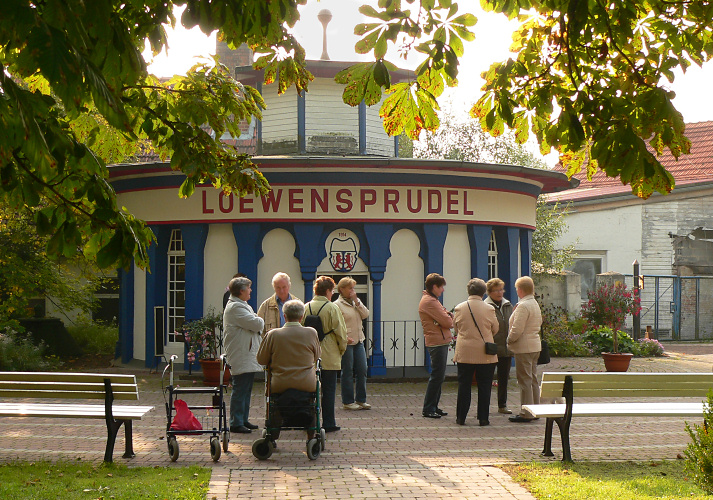
Trinkstunde am Brunnentempel

Die Zwestener Quellen sind eine eng beieinander liegende Gruppe von fünf Mineralquellen und zwei Süßwasserquellen in Bad Zwesten im Schwalm-Eder-Kreis in Nordhessen. Sie bilden die Grundlage für den Aufschwung des Orts als Heilbad und Luftkurort. Landesweit bekannt wurden sie durch die Vermarktung des „Zwestener Löwensprudels“ von 1922 bis 2010.

## Geographische Lage
Die Quellen befinden sich im bzw. beim sogenannten Löwensprudelpark, auf 200 m ü. NN Höhe, unmittelbar östlich der Landesstraße L 3074 vom Kernort Zwesten nach Niederurff, etwa 400 m südlich der Einmündung der B 485 in die B 3 und der dortigen Bebauungsgrenze von Zwesten.
Etwa 350 m östlich verläuft der Betriebsgraben der rund 450 m ostnordöstlich gelegenen Keilmühle und etwa 500 m östlich die hier den Löwensteiner Grund von Süd nach Nord durchfließende Schwalm.

## Geschichte
Dass in einem sumpfigen Gelände südöstlich des Orts an der Straße nach Niederurff Mineralwasser aus mehreren Quellen zutage drang, war seit Jahrhunderten bekannt. Genutzt wurde das Wasser weniger als Trinkwasser, sondern eher als Tränke für Schafe und Gänse. Auch diente das Quellengelände in früheren Jahrhunderten als beliebte Raststätte am alten Handelsweg Kassel – Frankfurt, der heute als Bundesstraße 3 zwischen dem Quellgebiet und dem Kernort von Bad Zwesten vorbeiführt. Überliefert ist, dass der Grimm-Bruder Ludwig Emil Grimm 1824 am „Suerborn“ (Zwestener Mundart für „Sauerbrunnen“) weilte. Eine erste dokumentarische Erwähnung der Quelle findet sich auf einer Landkarte von 1769.
1912/13 erfolgten die ersten Bohrungen an der durch Verwerfungen versiegten Quelle und die erste Analyse des Quellwassers. 1914 wurde die erste steinerne Quellfassung bis auf eine Tiefe von 20 Metern angelegt; dabei stieß man in 8 Meter Tiefe auf Reste einer früheren Einfassung aus hohlen Eichenstämmen. Auch eine erste Quellüberdachung auf vier Säulen wurde errichtet. Ab 1922 wurde diese Quelle wirtschaftlich genutzt. Die Gemeinde verpachtete sie dem von Hans Schäfer aus Zwesten und dem Apotheker Georg Albes aus Treysa zu diesem Zweck neu gegründeten Unternehmen „Zwestener Löwensprudel GmbH“. Benannt wurden die „Löwenquelle“, die Firma und die Produkte des Abfüllbetriebes in Anlehnung an den Namen der nahegelegenen Burgruine Löwenstein.

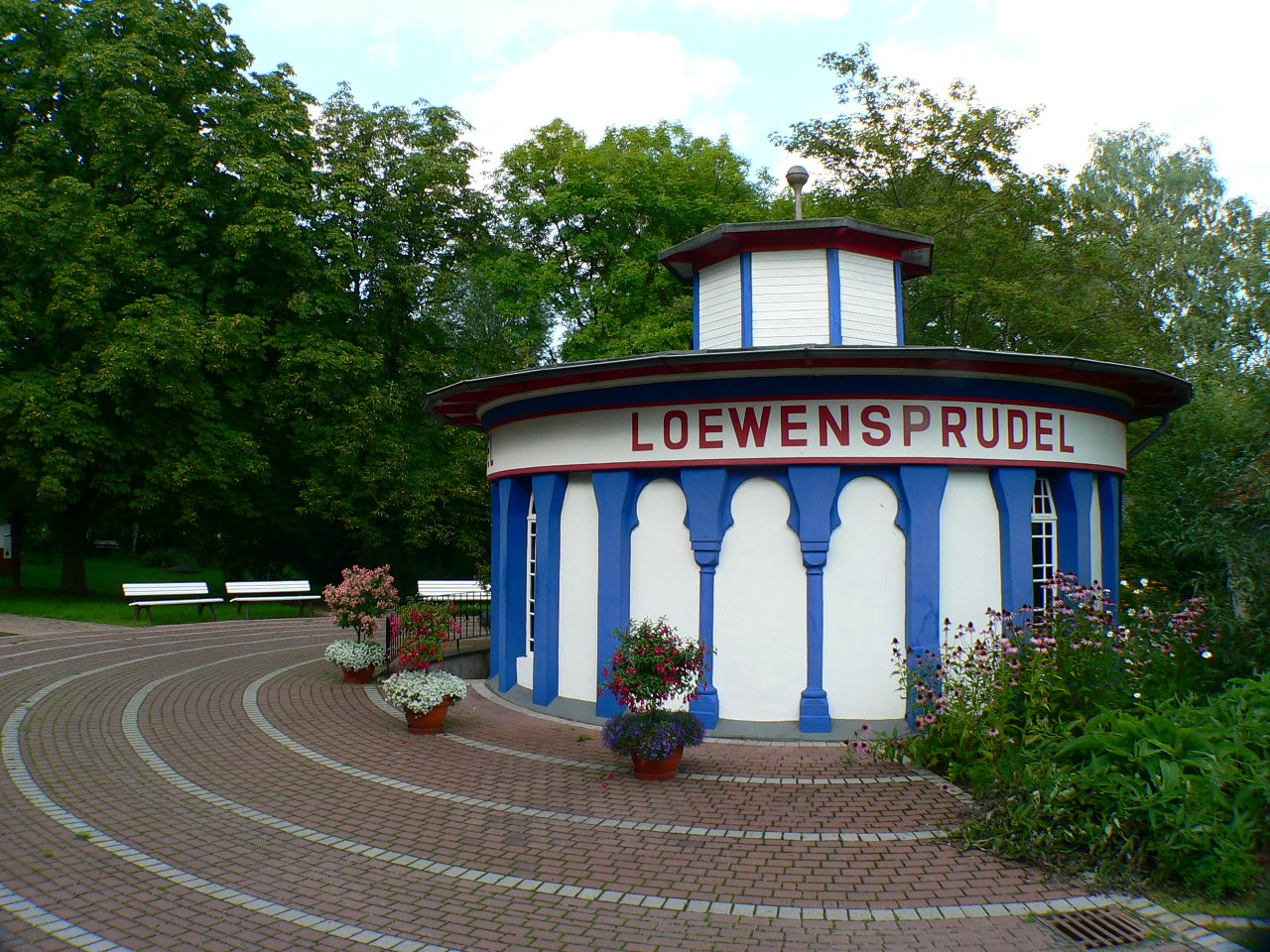
Der Brunnentempel (2007)

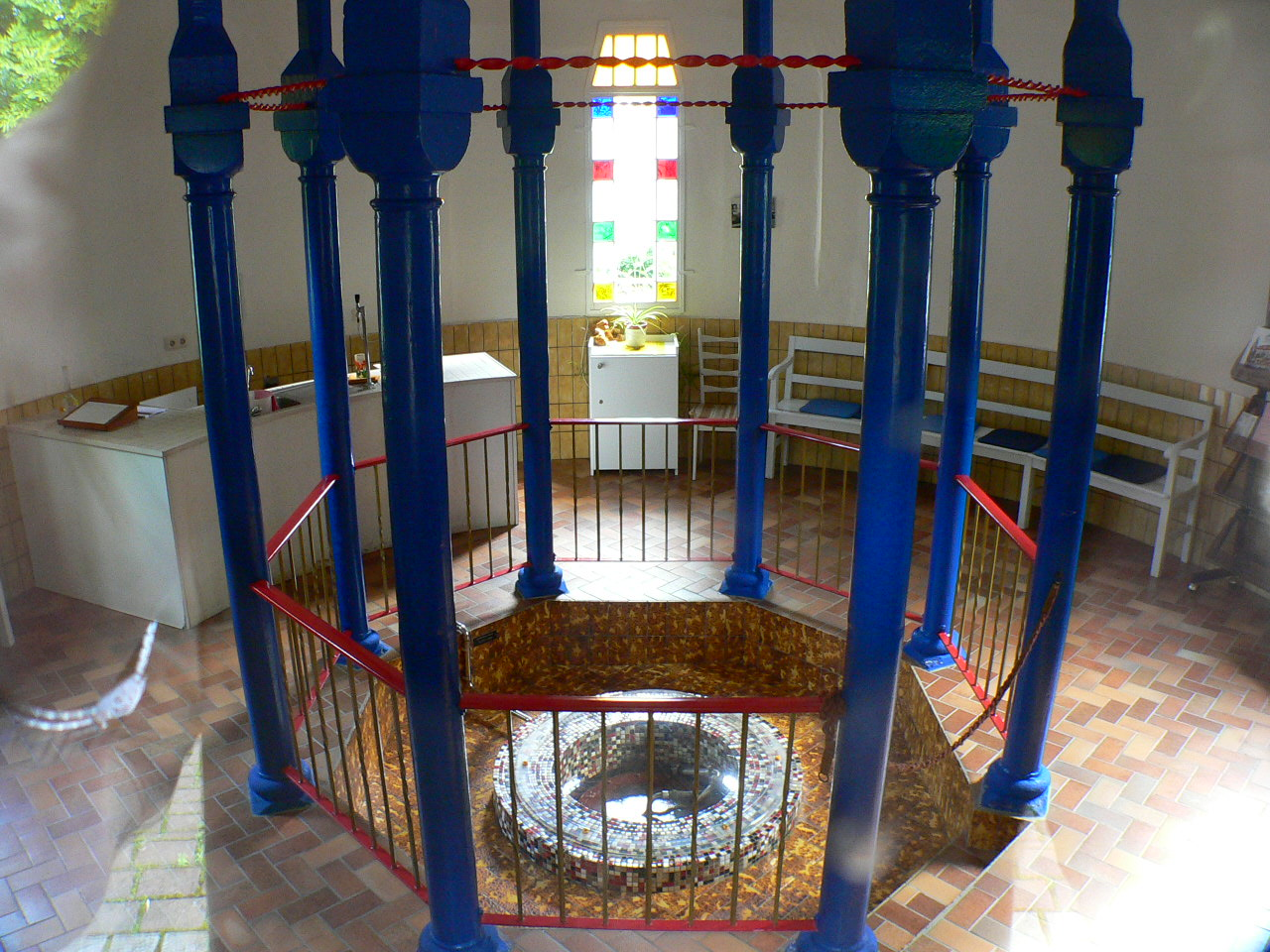
Innenraum des Brunnentempels (2007)

Die ersten Feriengäste kamen ab 1925 nach Zwesten. In dieser Zeit wurde auf Hans Schäfers Initiative damit begonnen, das feuchte Quellgebiet in einen kleinen Park umzugestalten, den heutigen „Kurpark am Löwensprudel“. 1926 wurde der Brunnentempel fertiggestellt. 1929 stellte der eben gegründete Verkehrs- und Verschönerungsverein die ersten Parkbänke im Kurpark auf. Die ersten Trinkstunden wurden 1932 vormittags und nachmittags mit Musik im Brunnentempel angeboten, nachdem durch klinischen Nachweis der Zusammensetzung des Wassers die Quelle vom preußischen Minister für Arbeit, Volkswohlfahrt und Gesundheitswesen als „gemeinnützig“ anerkannt worden war.
Der Fremdenverkehr kam im Herbst 1941 aufgrund des Zweiten Weltkriegs zum Erliegen; erst ab 1955/56 kamen wieder erste Gäste zum Besuch der Trinkstunden. 1960 bestätigte ein Gutachten dem Quellwasser Heilwirkung bei Erkrankungen des Magens, der Gallenblase, der Leber, des Darms und der Harnwege; die Löwenquelle wurde daraufhin staatlich anerkannte Heilquelle und die Zwestener Löwensprudel GmbH erhielt die Genehmigung zur Abfüllung als Heilwasser. 1963 wurde Zwesten staatlich anerkannter Erholungsort.
In den Jahren 1961 bis 1971 wurden weitere Bohrungen bis in 10 m Tiefe durchgeführt, die weitere Quellen freilegten. Insgesamt treten heute im Löwensprudelpark auf einer Fläche von nur etwa 2,5 Hektar sieben artesische Quellen mit teilweise völlig unterschiedlichen Mineralgehalten und Wasserqualitäten aus verschiedenen Tiefen zu Tage. Neben der als erste erschlossenen Heilquelle sind dies drei weitere Mineralwasserquellen, zwei Trinkwasserquellen und die sogenannte Treibsandqelle:
- Die Heilwasserquelle „Zwestener Löwenquelle“ im Brunnentempel, wo das Wasser an einem Hahn gezapft werden kann und wo im Sommerhalbjahr Trinkstunden stattfinden, hat eine Schüttung von 120 bis 144 m³/Tag aus einer Wasserader in ca. 22 m Tiefe. Ihr Wasser wird heute für die Kurgäste durch eine 1972 von der Gemeinde gebaute Heilwasserleitung in das Kurhaus und die Hardtwaldkliniken gepumpt.
- Die „Kellerwaldquelle“ ist die nächstälteste. Sie war die Hauptquelle für den „Löwensprudel“, der von 1922 bis 2010 in ganz Deutschland verkauft wurde.
- Auch das natriumarme Mineralwasser der „Kurparkquelle“ wurde für die Sprudelabfüllung genutzt.
- Aus dem Wasser der „Olantaquelle“ wurde der mit Orangenextrakt versetzte gelbe Löwensprudel hergestellt, der so ähnlich wie Fanta schmeckte.[4]

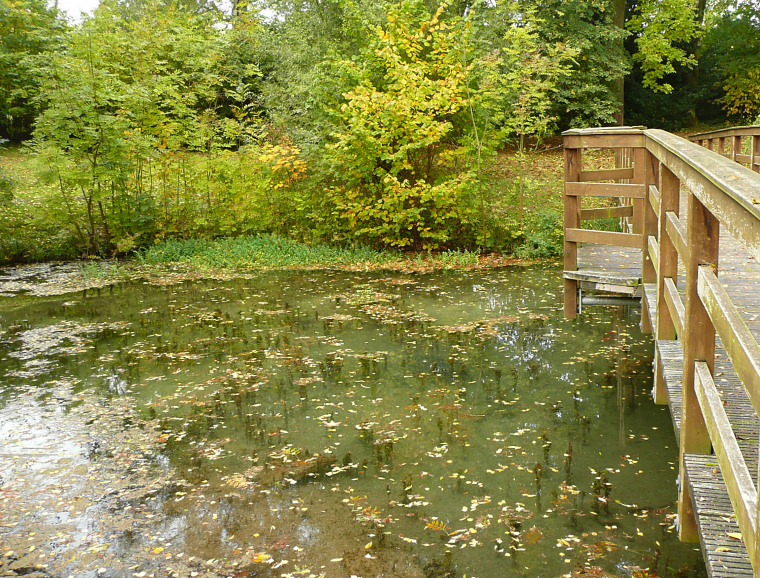
Quellteich der Treibsandquelle

- Die aus 25 m Tiefe aufsteigende „Treibsandquelle“ rund 50 Meter westlich des Brunnentempels ist auf Grund ihrer besonderen geologischen Struktur nicht eingefasst. Sie bildet einen flachen Quellteich mit einem Überlaufabfluss zur nahen Schwalm. Von einer den Teich überquerenden hölzernen Brücke kann man beobachten, wie die Quelle den Sand auf dem Grund des Teichs aufwirbelt. Die Treibsandquelle und die Heilquelle im Brunnentempel treten das ganze Jahr über mit einer Wassertemperatur von zwölf Grad Celsius zu Tage; deshalb friert das Wasser im abführenden, auf alten Karten Sauerbrunnen genannten Abflussgraben[5] und auch in der Schwalm an der Mündung des Grabens selbst in den kältesten Wintern nicht zu.[6][7]
- Zwar wenig spektakulär, aber eine der wichtigsten Quellen ist die Trinkwasserquelle, die den Kernort von Bad Zwesten mit Wasser versorgt.

## Löwensprudel-Vermarktung
Bereits 1922 begann die Vermarktung des Quellwassers der Löwenquelle, heute „Alte Löwenquelle“ genannt, unter der Bezeichnung „Zwestener Löwensprudel“. 1936 wurden 1 Million Flaschen verkauft. Nach kriegsbedingter Unterbrechung und Neubeginn in der Nachkriegszeit begann nach der 1960 erfolgten staatlichen Anerkennung als Heilwasser eine schwungvolle Expansion, und 1969 wurden bereits mehr als 7 Millionen Flaschen abgefüllt.

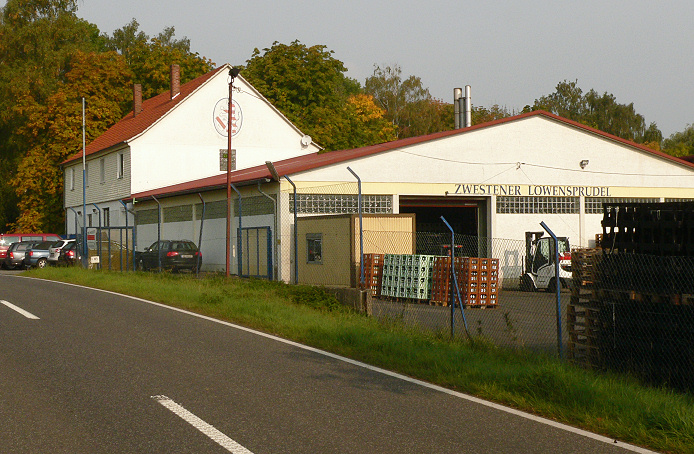
Abfüllbetrieb beim Kurpark am Löwensprudel (2008)

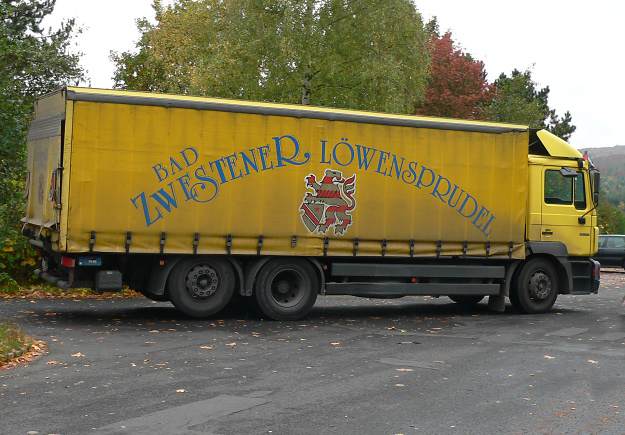
Auslieferungsfahrzeug der Marke Löwensprudel (2008)

2005 musste die Firma jedoch Insolvenz anmelden, und in der Folge bemühten sich mehrfach wechselnde Besitzer um die Wiederbelebung des Betriebs. 2006 übernahm die „Diakoniegesellschaft Baunataler Werkstätten“ das Unternehmen, um daraus einen Integrationsbetrieb für behinderte Menschen zu entwickeln. Mit Hilfe von Fördergeldern des Landeswohlfahrtsverbands Hessen wurde in eine neue Abfüllanlage investiert, und der Betrieb wurde als „Bad Zwestener Quellen Baunataler Integrationsbetriebe gGMBH“ aufrechterhalten. Um für neue Impulse im Vertrieb zu sorgen, wurden ab 2008 neben dem Heilwasser drei verschiedene Marken von Mineralwassergetränken vertrieben, jede auf eine andere Zielgruppe ausgerichtet: „Bad Zwestener Löwensprudel“ für Gesundheitsbewusste, „Kellerwald Mineralbrunnen“ für Familien und „Kurpark-Quelle“ als „Lifestyle“-Wasser. Daneben wurde 2008, mit Blick auf die Zielgruppe der Weinkenner, die Marke „aqa ad vinum 1 3 5“ („Wasser zum Wein 1 3 5“) auf den Markt gebracht. Doch bereits im Dezember 2010 gab die „Baunataler Diakonie Kassel“, 2007 durch den Zusammenschluss der Baunataler Werkstätten e.V. mit den Diakonie Wohnstätten e.V., bekannt, sich zum Jahresende aus den Bad Zwestener Quellen zurückziehen zu wollen. Der Betrieb wurde dann im Frühjahr 2011 eingestellt.
Im Jahre 2012 kaufte die kleine „Energiehandels- und Beratungsgesellschaft mbH“ (EHG mbH) aus Bad Krozingen den Betrieb. Beabsichtigt war die Abfüllung und Vermarktung sowohl der Zwestener Quellwässer als auch des Modegetränks Bubble Tea durch die „Bad Zwestener Quellen EHG mbH“. Erheblicher Werbeaufwand wurde betrieben, um den Absatz zu steigern. „Bad Zwestener Löwensprudel“ und „Kurpark-Quelle“ wurden in den Versionen „classic“ und „medium“ angepriesen und „Kellerwald Mineralwasser“ sollte gar in acht verschiedenen Geschmacksvarianten daherkommen. Dieser versuchte Neuanfang war nicht erfolgreich, ebenso wenig wie die darauf folgende Episode mit der „Zwestener Löwensprudel GmbH & Co.KG Heil- und Mineralbrunnen“, die im Jahre 2015 in Insolvenz ging. Die Heilquelle wird seitdem nur noch durch die örtlichen Kurkliniken und zur Speisung des Kurbads genutzt.